# Petru Rotaru
Petru Rotaru (ur. 8 lipca 1984 w miejscowości Țipala, rejon Ialoveni) – mołdawski urzędnik państwowy, ekonomista i polityk. W latach 2016–2023 członek Trybunału Obrachunkowego, od 2023 minister finansów Mołdawii w rządzie Dorina Receana.
Absolwent Wydziału Finansów na Mołdawskiej Akademii Ekonomicznej (Academia de Studii Economice din Moldova) w Kiszyniowie, specjalność Finanse i rachunkowość przedsiębiorstw. Na tej samej uczelni uzyskał tytuł magistra prawa. Deklaruje znajomość języków: rumuńskiego, angielskiego, francuskiego i rosyjskiego.
Jest żonaty, ma dwoje dzieci. 